# Octave Isnard
Octave Isnard, (né à Nice vers 1575 mort le 11 novembre 1625), est un prélat français  du XVIIe siècle qui fut évêque de Glandèves de 1605 à 1625. 

## Biographie
Octave Isnard est le neveu de Clément Isnard, l'évêque de Glandèves mais l'identité de ses parents demeure inconnue. On ne possède pas d'information non plus sur sa formation mais le Saint-Siège accepte de considérer qu'il est docteur in utroque jure. Il est archidiacre de son oncle  l'évêque de Glandèves lorsqu'il résigne son siège épiscopal en sa faveur en 1604. Il lui succède comme évêque de Glandèves en 1615. Octave Isnard est à Paris en 1621 à l'Assemblée générale du clergé de France et il meurt en 1625. On ne sait pratiquement rien d'autre de lui

## Source
- La France pontificale